# 위입술올림근
위입술올림근 또는 상순거근은 위턱뼈에서 일어나 상순으로 닿아, 상순을 올리는 얼굴 근육이다.